# Nešad Topčić
Nešad Topčić, hrvatski vojni zapovjednik iz Tuzle, BiH, poznat kao zapovjednik Zelenog kadra.
Bio je zapovjednik Zelenog kadra. To je bila seljačka milicija više slična četnicima koji su joj bili neprijatelji nego snagama NDH, čijim su dijelom formalno bili. Bio je prohrvatski orijentiran. Srpnja 1943. je u kotaru Kalesiji osnovao 10. planinsku grupu bosanskih gorštaka. Postrojba je imala par stotina pripadnika. Zatim su se povezali s još nekim muslimanskim milicijama. Jedna od njih bila je neovisna milicija sela Teočaka, uspješna u obrani od četnika i od partizana od početka rata. Postrojbu mu je ojačala uspješna njemačka akcija krajem 1943. i početkom 1944. kad je slomljena nestabilna partizanska "država" u Istočnoj Bosni. Mnogo je muslimana otišlo iz partizana i prešlo u Zeleni kader (zeleno označava šumu, pa je Zeleni kadar šumska vojska). Većinom su se popunili iz redova domobrana koji su dezertirali. U tzv. Šestoj neprijateljskoj ofenzivi Zeleni kadar uspješno se borio protiv partizana, koje je nekoliko puta porazio. Formacijski su bili od siječnja 1944. dijelom domobranstva. Djelovali su neovisno od Domobranstva NDH i organizacijski i zapovjedno, na osnovama islamske ideologije. Ustaškom režimu nisu bili po volji jer su djelovali neovisno od oružanih snaga NDH, jer su novačili muslimanske odbjege iz partizana, što je NDH bio odan tek simbolično, jer je navodno bio u kontaktima i s partizanima i četnicima, ali ustaše su ga tolerirale iz potrebe. Prema izvješću UNS, Topčić je bio svojevremeno vrlo dobar hrvatski nationalist i tvrdio je da je i danas Hrvat i da mu je sam jedini cilj uništenje četnika i partizana, premda "iza svega ovoga krije prava zadaća prve prganizacije, koja ide isključivo tragovima čisto islamske politike i njenog stvarnog ostvarenja u cilju Autonomije Bosne i Hercegovine pod Zelenim barjakom." Topčićev zamjenik bio je Husejin Alić.
Neki izvori tvrde da je početkom svibnja 1944. posjetio Berlin. Pratili su ga bivši časnici Handžar divizije. Od Nijemaca je, prema tim izvorima, zatražio autonomiju za Bosnu i Hercegovinu. Muslimanski autonomaši su inzistirali na izdvajanju Bosne i Hercegovine iz NDH. Šefkija Behmen je tad pozvao Topčića neka posjeti Sarajevo. Topčić je zapovijedao postrojbom koja je tad bila najmoćnija preostala i neovisna muslimanska vojna snaga. Poslije posjete otišao je Topčić u Berlin lipnja i studenoga 1944. kod Nijemaca lobirati za bosansku autonomiju.
15. prosinca 1944. u Modriči su partizani preodjeveni u domobranske odore upali Topčiću u njegovu hotelsku sobu. Izvukli su ga van i strijeljali. Topčićeva smrt bila je kraj njegovih snaga Zelenog kadra. Kao učinkoviti čimbenik ta je vojska u BiH nestala, ali su pripadnici nastavili se ponegdje opirati partizanima do kraja rata, pa i nakon rata.

## Vanjske poveznice
- YU Historija CASE STUDY 1 ... Muslim Bosniak collaboration in World War II